# Inostemma horni
Inostemma horni är en stekelart som beskrevs av William Harris Ashmead 1887. Inostemma horni ingår i släktet Inostemma och familjen gallmyggesteklar. Inga underarter finns listade i Catalogue of Life.